# صحافة ابتكارية
الصحافة الابتكارية هي الصحافة التي تغطي الإبتكار. وتغطي عمليات الابتكار نظم الابتكار (الايكولوجيه).

## مقدمة
في العام 2008 أدرجت صحافة الابتكار من قبل المنتدى العالمي للاقتصاد كأحد الابعاد السياسية السبعة لمناقشة إعادة تعريف وسائل الاعلام وادوارها في مجتمع عالمي مترابط. وقد تضمنت دائرة الحكمة الصحفية صحافة الابتكار في عام 2009.
ويعد أول من اقترح مصطلح صحافة الابتكار هو دافيد نورد فورز في عام 2003.

## ممارسات الصحافة الابتكارية
نشرت بريقيتا فورسبيرق في عام 2005 دليل لكيفية البحث وكتابة قصص ابتكار الصحافة. وفي عام 2009، حصلت قناة سما الباكستانية على جائزة المسؤولية الاجتماعية للشركات الوطنية للمبادرات الاجتماعية التي حققتها من خلال الصحافة الابتكارية. وتأسس المجتمع الفنلندي للصحافة الابتكارية في فبراير من العام 2007 والذي يعمل كحلقة وصل بين الأشخاص المهتمين بالابتكارات والطريقة التي يعملون بها في وسائل الاعلام وكيف يمكن ان أفضل عنهم. وفي كل عام تقوم المنظمة الفنلندية لصحافة الابتكار بتقديم الابتكار البلوري. وقد منحت جائزة الصحافة الفنلندية للابتكار لقصة ذات صلة بالابتكار بشكل خاص ونشرت خلال العام السابق في فنلندا.

## أبحاث اكاديمية
اقترح الباحثان المتطرقان للمستقبل انكينين وكايفو اوجا في عام 2009 ان ظهور الصحافة الابتكارية باعتبارها مجالا رئيسيا وابحاثا كشفت ان ادور المهم للممارسات الصحفية لم يؤخذ في الاعتبار في نماذج الابتكار التقليدية.
وقد نشر نورد فورز في عام 2009 ملخصا لتطير المفاهيم والأبحاث الاكاديمية ومبادرات الصحافة الابتكارية المستمرة في جميع انحاء العالم.
وقد اقترح كوهانين ونوباري ان يكون لتعريف صحافة الابتكار تركيزا اقوى على الجوانب الاجتماعية.
واقترح اوسكالي في عام 2005 ان اكتشاف الإشارات الضعيفة يمكن ان تكون ممارسة مهمة لصحفيي الابتكار.
وتعتمد الصحافة الابتكارية على نظرة منهجية، مع التركيز المتأصل على ربط مجموعات لأصحاب المصلحة المختلفة في اقتصاد الابتكار في سرد عام مشترك. مما يربط الصحافة الابتكارية بمناقشة حول المجتمع من خلال قيربر على سبيل المثال.
وقد تم فهم فكرة (الاسبقية الصحفية) كما تم طرحها بالأصل من قبل جاي توشمان وهربرت جانز من بين أمور أخرى، على انها جانب من جوانب التنشئة الاجتماعية في ساحة الاخبار والاقتصاد الإعلامي والجنس والوقت والقيود الأخرى على الموارد. ولكنها تضمنت فكرة عن صحافة الاخبار كجانب من جوانب النظام البيئي.

## نماذج الأعمال
يعتبر تصميم نماذج الأعمال لصحافة الابتكار امرا يؤخذ بالحسبان.
وقد أظهرت ساندريد نموذجا تجاريا ناجحا لصحافة الابتكار مع بيوتش السويدية، أول منشور لمجموعه البيانات الدولية لتحديد واستهداف نظام الابتكار القطاعي بشكل منهجي كسوق وجمهور.

## مبادرات الصحافة الابتكارية
بدأت مبادرة الصحافة الابتكارية التي استضافتها جامعه ستانفورد في 2004 كتعاون مع VINNOVA، مما أدى إلى إنشاء مركز بحوث فيننوفا-ستانفورد للصحافة الابتكار في 2009 (أعيدت تسميته في 2010، مركز الابتكار والاتصالات في جامعه ستانفورد). وشملت الانشطه الشروع في الصحافة الابتكارية كبحث أكاديمي، وبرنامج زمالة دولي لصحافة الابتكار، مع مشاركين من العديد من البلدان المختلفة وهو مؤتمر عالمي سنوي للصحافة الابتكارية.
ويتمثل مفهوم (الصحافة الابتكارية) الأساسي على النظر في وجهين محددين للصحافة: الابتكارات في الصحافة، فعلى سبيل المثال: استخدام الإنترنت أو الوسائط الرقمية الأخرى بالإضافة إلى المعالجة التقليدية والصحفية للابتكار في مختلف التخصصات، مثل مراعاة «رأسية» لابتكارات محددة. وعلى سبيل المثال، يمكن تبني تأثيراتها التكنلوجية أو التجارية أو الاجتماعية أو السياسية على أساس «افقي» من شأنه ان يشرح بشكل أكبر للجمهور أهمية هذه التطورات. وقد تركزت كل الصحافة السابقة تقريبا على واحد من المجالات «الرأسية» للصحافة، والتي توجد عادة في وسائل الاعلام الشعبية. وبالتالي فإن الصحافة الابتكارية تفرض مطالب أوسع بكثير على الصحفيين، بحيث لا يمكن للتخصصات الضيقة الخاصة بهم ان تستوعب بشكل كامل نطاق التأثير الناشئ عن الابتكارات نفسها. وهذا بدوره يستدعي مقاربات جديدة لتعليم الصحافة.
كان الغرض من مبادرة ستانفورد هو المشاركة في تطوير مفهوم الابتكار ومجتمعه، بما في ذلك دور التواصل في النظم الإيكولوجية للابتكار، والاعتراف بالصحفيين والمتواصلين (وغيرهم من العاملين في مجال الاهتمام) بوصفهم ممثلين يسهلون إنشاء لغة مشتركة عبر مجموعات أصحاب المصلحة في النظم الإيكولوجية للابتكار.
وقد كانت هنالك مبادرات وطنية في مجال الصحافة الابتكارية بما في ذلك برنامج الزمالة بالتعاون مع جامعة ستانفورد في السويد وفنلندا وسلوفينيا والمكسيك وباكستان.
وقد تم تقديم الصحافة الابتكارية للفنلنديين عن طريق كيمو اهولا والدكتور سيبو سيساتو في ربيع عام 2004.ونظمت جامعة تامبيري الدورة التدريبية الأولى حول الصحافة الابتكارية للصحفيين والباحثين الفنلنديين (ن=12) خلال خريف 2004 وربيع 2005. وقد تم تنظيم أول دورة تدريبية حول الصحافة الابتكارية في جامعة جيفاسكيلا في خريف عام 2005، القاها الدكتور تورو اوسكالي. وقد نشر أول كتاب نصي عن الصحافة الإبداعية في فنلندا عام 2011، وبدأ برنامج الزمالة الفنلندية لصحافة الابتكار في عام 2006 وانتهى عام 2011، أي قبل عام من التاريخ المخطط. نشُرت خبرات الزمالات الدراسية لصحافة الابتكارية الفنلندية ودورات صحافة الابتكار في مقال في محرر الصحافة والاتصال الجماهيري في بتمويل مشترك من مؤسسة هيلسينجين سانومات وسترا في عام 2011. بالإضافة إلى ذلك، قام ماركو ليندجيرين بالبحث في العامين الأخيرين من الزمالة في الصحافة الفنلندية (2010-2011) في عام 2012.
أعلنت Atomuim Culture، وهي منظمه دوليه غير ربحيه من الجامعات والصحف والشركات الأوروبية، في 2009 ان برنامجها الدائم الذي يقدم الصحافة الابتكارية إلى 500 باحث في السنه سيوسع بواسطة ندوات حول الصحافة الابتكارية في جميع انحاء أوروبا.